# 中川龍一 (工学者)
中川 龍一（なかがわ りゅういち、1925年(大正14年)1月1日 - 2001年(平成13年)11月14日）は、日本の材料工学者。科学技術庁金属材料技術研究所（独立行政法人物質・材料研究機構の前身のひとつ）所長、静岡理工科大学学長などを歴任した。

## 概要
石川県金沢市出身。
東京帝国大学卒。
1947年、当時の商工省機械試験所（独立行政法人産業技術総合研究所の前身のひとつ）に入所。以降、おもに、ステンレス鋼の冶金学的研究に従事した。
1961年、「オーステナイト系耐熱鋼の冶金学的研究」により、東京大学から工学博士を取得。
1985年4月、「発明改良」の功により紫綬褒章を受章した。1989年6月27日付で、金属材料技術研究所所長を退任した。
1995年4月から静岡理工科大学第2代学長となり、就任直後の春の叙勲で勲二等瑞宝章を受章した。しかし、学長としての4年の任期は全うせず、1998年8月に退任した。
2001年11月14日、肺癌により死去、12月11日付で正四位が追贈された。